# Tirreno–Adriatico 2023
58. ročník etapového cyklistického závodu Tirreno–Adriatico se konal mezi 6. a 12. březnem 2023 v Itálii. Celkovým vítězem se stal Slovinec Primož Roglič z týmu Team Jumbo–Visma. Na druhém a třetím místě se umístili Portugalec João Almeida (UAE Team Emirates) a Brit Tao Geoghegan Hart (Ineos Grenadiers). Závod byl součástí UCI World Tour 2023 na úrovni 2.UWT a byl sedmým závodem tohoto seriálu.

## Týmy
Závodu se zúčastnilo všech 18 UCI WorldTeamů a 7 UCI ProTeamů. Týmy Israel–Premier Tech, Lotto–Dstny a Team TotalEnergies dostaly automatické pozvánky jako 3 nejlepší UCI ProTeamy sezóny 2022,, druhý jmenovaný tým však svou pozvánku zamítl. Dalších 5 UCI ProTeamů (Eolo–Kometa, Green Project–Bardiani–CSF–Faizanè, Q36.5 Pro Cycling Team, Team Corratec a Tudor Pro Cycling Team) pak bylo vybráno organizátory závodu, RCS Sport. Všechny týmy přijely se sedmi jezdci kromě týmu Israel–Premier Tech s šesti jezdci, celkem se tak na start postavilo 175 závodníků. Do cíle v San Benedetto del Tronto dojelo 117 z nich.
UCI WorldTeamy
- AG2R Citroën Team
- Alpecin–Deceuninck
- Arkéa–Samsic
- Astana Qazaqstan Team
- Bora–Hansgrohe
- Cofidis
- EF Education–EasyPost
- Groupama–FDJ
- Ineos Grenadiers
- Intermarché–Circus–Wanty
- Movistar Team
- Soudal–Quick-Step
- Team Bahrain Victorious
- Team DSM
- Team Jayco–AlUla
- Team Jumbo–Visma
- Trek–Segafredo
- UAE Team Emirates

UCI ProTeamy
- Eolo–Kometa
- Green Project–Bardiani–CSF–Faizanè
- Israel–Premier Tech
- Q36.5 Pro Cycling Team
- Team Corratec
- Team TotalEnergies
- Tudor Pro Cycling Team

## Trasa a etapy
| Etapa         | Datum         | Trasa                                               | Vzdálenost          | Typ                 | Typ                  | Vítěz                  |
| ------------- | ------------- | --------------------------------------------------- | ------------------- | ------------------- | -------------------- | ---------------------- |
| 1             | 6. března     | Lido di Camaiore                                    | 11,5 km             |                     | Individuální časovka | Filippo Ganna (ITA)    |
| 2             | 7. března     | Camaiore – Follonica                                | 210 km              |                     | Rovinatá etapa       | Fabio Jakobsen (NED)   |
| 3             | 8. března     | Follonica – Foligno                                 | 216 km              |                     | Rovinatá etapa       | Jasper Philipsen (BEL) |
| 4             | 9. března     | Greccio – Tortoreto                                 | 218 km              |                     | Zvlněná etapa        | Primož Roglič (SLO)    |
| 5             | 10. března    | Morro d'Oro – Sarnano-Sassotetto                    | 168 km 165,6 km     |                     | Horská etapa         | Primož Roglič (SLO)    |
| 6             | 11. března    | Osimo Stazione – Osimo                              | 193 km              |                     | Středně těžká etapa  | Primož Roglič (SLO)    |
| 7             | 12. března    | San Benedetto del Tronto – San Benedetto del Tronto | 154 km              |                     | Rovinatá etapa       | Jasper Philipsen (BEL) |
| Celková délka | Celková délka | Celková délka                                       | 1170,5 km 1168,1 km | 1170,5 km 1168,1 km | 1170,5 km 1168,1 km  | 1170,5 km 1168,1 km    |

## Průběžné pořadí
| Etapa          | Vítěz            | Celkové pořadí | Bodovací soutěž  | Vrchařská soutěž | Soutěž mladých jezdců | Soutěž týmů       |
| -------------- | ---------------- | -------------- | ---------------- | ---------------- | --------------------- | ----------------- |
| 1              | Filippo Ganna    | Filippo Ganna  | Filippo Ganna    | neuděleno        | Magnus Sheffield      | Ineos Grenadiers  |
| 2              | Fabio Jakobsen   | Filippo Ganna  | Filippo Ganna    | Stefano Gandin   | Magnus Sheffield      | Ineos Grenadiers  |
| 3              | Jasper Philipsen | Filippo Ganna  | Jasper Philipsen | Davide Bais      | Magnus Sheffield      | Ineos Grenadiers  |
| 4              | Primož Roglič    | Lennard Kämna  | Jasper Philipsen | Davide Bais      | João Almeida          | Bora–Hansgrohe    |
| 5              | Primož Roglič    | Primož Roglič  | Primož Roglič    | Primož Roglič    | João Almeida          | Bora–Hansgrohe    |
| 6              | Primož Roglič    | Primož Roglič  | Primož Roglič    | Primož Roglič    | João Almeida          | UAE Team Emirates |
| 7              | Jasper Philipsen | Primož Roglič  | Primož Roglič    | Primož Roglič    | João Almeida          | UAE Team Emirates |
| Konečné pořadí | Konečné pořadí   | Primož Roglič  | Primož Roglič    | Primož Roglič    | João Almeida          | UAE Team Emirates |

- Ve 2. etapě nosil Lennard Kämna, jenž byl druhý v bodovací soutěži, fialový dres, protože lídr této klasifikace Filippo Ganna nosil modrý dres lídra celkového pořadí. Ze stejného důvodu nosil Fabio Jakobsen fialový dres ve 3. etapě.
- V 6. etapě nosil Jasper Philipsen, jenž byl druhý v bodovací soutěži, fialový dres, protože lídr této klasifikace Primož Roglič nosil modrý dres lídra celkového pořadí. Ze stejného důvodu nosil Tao Geoghegan Hart fialový dres v 7. etapě.
- V 6. etapě nosil Giulio Ciccone, jenž byl druhý ve vrchařské soutěži, zelený dres, protože lídr této klasifikace Primož Roglič nosil modrý dres lídra celkového pořadí. Ze stejného důvodu nosil Davide Bais zelený dres v 7. etapě.

## Konečné pořadí
| Legenda | Legenda                         | Legenda | Legenda                               |
| ------- | ------------------------------- | ------- | ------------------------------------- |
|         | Označuje lídra celkového pořadí |         | Označuje lídra soutěže mladých jezdců |
|         | Označuje lídra bodovací soutěže |         | Označuje lídra vrchařské soutěže      |

### Celkové pořadí
| Pořadí | Jezdec                   | Tým                     | Čas         |
| ------ | ------------------------ | ----------------------- | ----------- |
| 1      | Primož Roglič (SLO)      | Team Jumbo–Visma        | 28h 38' 57" |
| 2      | João Almeida (POR)       | UAE Team Emirates       | + 18"       |
| 3      | Tao Geoghegan Hart (GBR) | Ineos Grenadiers        | + 23"       |
| 4      | Lennard Kämna (GER)      | Bora–Hansgrohe          | + 34"       |
| 5      | Giulio Ciccone (ITA)     | Trek–Segafredo          | + 37"       |
| 6      | Enric Mas (ESP)          | Movistar Team           | + 41"       |
| 7      | Mikel Landa (ESP)        | Team Bahrain Victorious | + 56"       |
| 8      | Hugh Carthy (GBR)        | EF Education–EasyPost   | + 57"       |
| 9      | Alexandr Vlasov          | Bora–Hansgrohe          | + 1' 10"    |
| 10     | Thibaut Pinot (FRA)      | Groupama–FDJ            | + 1' 11"    |

### Bodovací soutěž
| Pořadí | Jezdec                   | Tým                      | Body |
| ------ | ------------------------ | ------------------------ | ---- |
| 1      | Primož Roglič (SLO)      | Team Jumbo–Visma         | 36   |
| 2      | Jasper Philipsen (BEL)   | Alpecin–Deceuninck       | 34   |
| 3      | Tao Geoghegan Hart (GBR) | Ineos Grenadiers         | 24   |
| 4      | Phil Bauhaus (GER)       | Team Bahrain Victorious  | 22   |
| 5      | João Almeida (POR)       | UAE Team Emirates        | 18   |
| 6      | Dylan Groenewegen (NED)  | Team Jayco–AlUla         | 17   |
| 7      | Lennard Kämna (GER)      | Bora–Hansgrohe           | 16   |
| 8      | Giulio Ciccone (ITA)     | Trek–Segafredo           | 15   |
| 9      | Biniam Girmay (ERI)      | Intermarché–Circus–Wanty | 15   |
| 10     | Simone Consonni (ITA)    | Cofidis                  | 15   |

### Vrchařská soutěž
| Pořadí | Jezdec                   | Tým                     | Body |
| ------ | ------------------------ | ----------------------- | ---- |
| 1      | Primož Roglič (SLO)      | Team Jumbo–Visma        | 25   |
| 2      | Davide Bais (ITA)        | Eolo–Kometa             | 20   |
| 3      | Giulio Ciccone (ITA)     | Trek–Segafredo          | 18   |
| 4      | Julian Alaphilippe (FRA) | Soudal–Quick-Step       | 11   |
| 5      | Tao Geoghegan Hart (GBR) | Ineos Grenadiers        | 11   |
| 6      | Quinn Simmons (USA)      | Trek–Segafredo          | 9    |
| 7      | Stefano Gandin (ITA)     | Team Corratec           | 9    |
| 8      | Jai Hindley (AUS)        | Bora–Hansgrohe          | 7    |
| 9      | Nikias Arndt (GER)       | Team Bahrain Victorious | 6    |
| 10     | Mattia Bais (ITA)        | Eolo–Kometa             | 6    |

### Soutěž mladých jezdců
| Pořadí | Jezdec                   | Tým                     | Čas         |
| ------ | ------------------------ | ----------------------- | ----------- |
| 1      | João Almeida (POR)       | UAE Team Emirates       | 28h 39' 15" |
| 2      | Brandon McNulty (USA)    | UAE Team Emirates       | + 1' 01"    |
| 3      | Felix Gall (AUT)         | AG2R Citroën Team       | + 1' 56"    |
| 4      | Andreas Leknessund (NOR) | Team DSM                | + 2' 08"    |
| 5      | Thymen Arensman (NED)    | Ineos Grenadiers        | + 4' 09"    |
| 6      | Magnus Sheffield (USA)   | Ineos Grenadiers        | + 7' 02"    |
| 7      | Santiago Buitrago (COL)  | Team Bahrain Victorious | + 17' 05"   |
| 8      | Attila Valter (HUN)      | Team Jumbo–Visma        | + 17' 08"   |
| 9      | Andrea Bagioli (ITA)     | Soudal–Quick-Step       | + 21' 48"   |
| 10     | Mark Donovan (GBR)       | Q36.5 Pro Cycling Team  | + 23' 03"   |

### Soutěž týmů
| Pořadí | Tým                     | Čas         |
| ------ | ----------------------- | ----------- |
| 1      | UAE Team Emirates       | 85h 59' 51" |
| 2      | Bora–Hansgrohe          | + 29"       |
| 3      | Ineos Grenadiers        | + 5' 03"    |
| 4      | Movistar Team           | + 9' 26"    |
| 5      | Team DSM                | + 11' 11"   |
| 6      | Team Jumbo–Visma        | + 11' 30"   |
| 7      | Arkéa–Samsic            | + 14' 46"   |
| 8      | Team Bahrain Victorious | + 15' 04"   |
| 9      | Groupama–FDJ            | + 21' 14"   |
| 10     | AG2R Citroën Team       | + 27' 21"   |